# شادی مرعی
شادی مرعی (عربی: شادي مرعي؛ زادهٔ ۲۰ ژانویهٔ ۱۹۷۶) یک ورزشکار اهل سوریه است.
از باشگاه‌هایی که در آن بازی کرده‌است می‌توان به باشگاه فوتبال اسپال، باشگاه فوتبال تشرین سوریه، و تیم ملی فوتبال سوریه اشاره کرد.
وی همچنین در تیم‌های ملی فوتبال Syria U-19 سوریه بازی کرده است.